# Claude Gaillard (paléontologue)
Pour les articles homonymes, voir Claude Gaillard et Gaillard.
Claude-Antoine Gaillard, né le 13 janvier 1861 à Villeurbanne et mort le 3 février 1945 à Lyon 7e, est docteur es sciences, directeur du Muséum de Lyon, paléontologue, égyptologue français.
Il est membre de :
- l'académie des sciences, belles-lettres et arts de Lyon, de 1929 à sa mort en 1945 [2];
- la Société linnéenne de Lyon ;
- la Société préhistorique française.

## Distinctions
Il est fait chevalier de la Légion d'honneur le 10 juillet 1925 puis promu officier le 5 août 1938.

## Publications
- Apparition des ours dès l'époque miocène, 1898
- Mammifères miocènes nouveaux ou peu connus de La Grive-Saint-Alban (Isère), 1899
- Le Bélier de Mendès ou le mouton domestique de l'ancienne Égypte, ses rapports avec les antilopes vivantes et fossiles, 1901
- L'okapi et Set-Typhon, 1903
- Les Oiseaux des phosphorites du Quercy, 1908
- [Chiron & Gaillard 1911] Léopold Chiron et Claude Gaillard, L'industrie et la faune des grottes Chabot et du Figuier sur les bords de l'Ardèche (monographie), Paris, Schleicher frères, 1911.
- Sur les mouvements de l'écorce terrestre et leurs causes, 1911
- Les Tâtonnements des Égyptiens de l'Ancien Empire à la recherche des animaux à domestiquer..., 1912
- La Vie et les travaux de Louis-Charles Lortet, directeur du Muséum d'histoire naturelle, doyen honoraire de la Faculté mixte de médecine et de pharmacie de Lyon, 1912
- Recherches sur les poissons représentés dans quelques tombeaux égyptiens de l'Ancien Empire, 1923
- Identification de l'oiseau AMÂ figuré dans une tombe de Béni-Hassan, 1933
- Contribution à l'étude des oiseaux fossiles..., 1938